# Julia Dufvenius

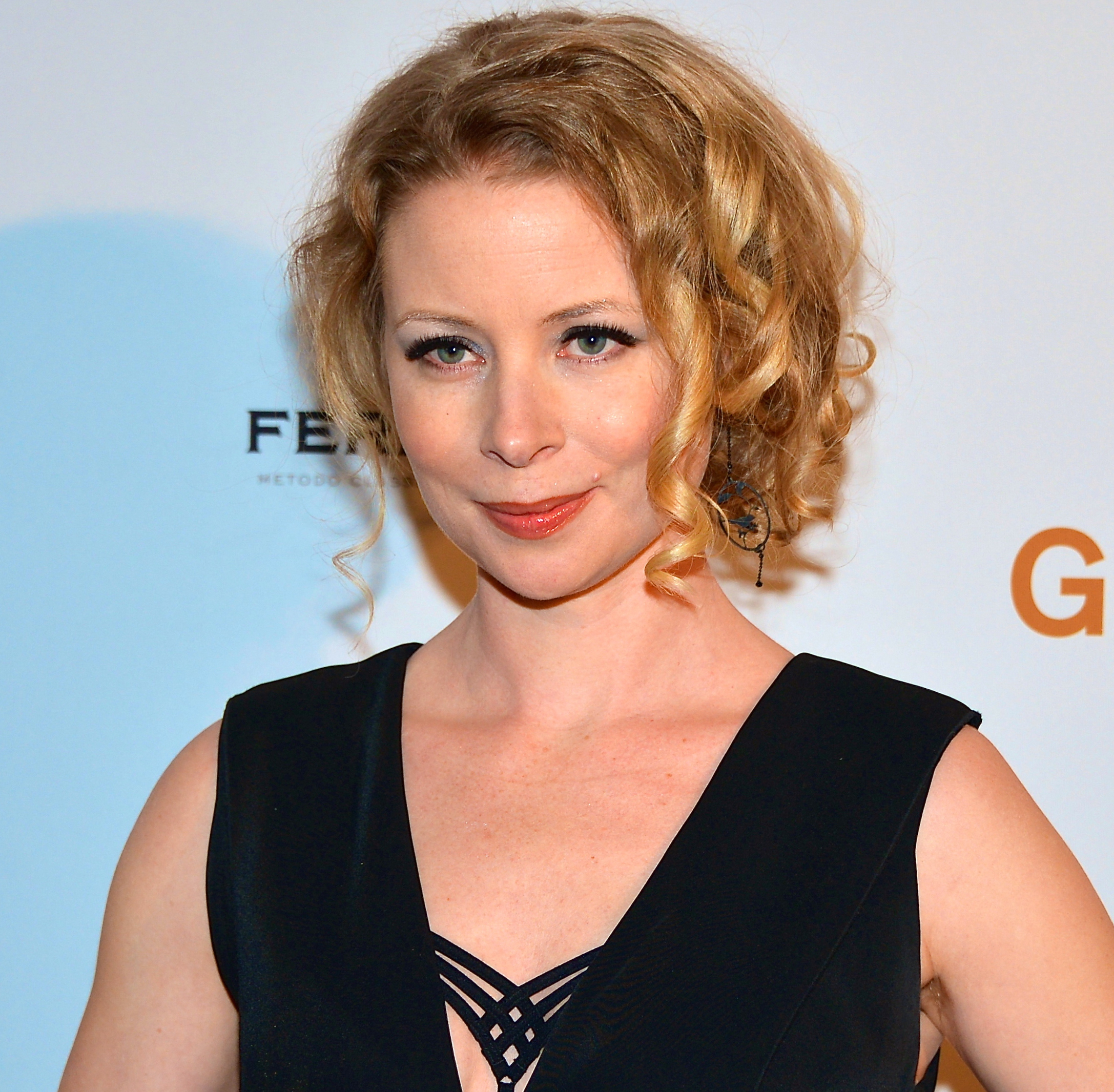
Julia Dufvenius (2013)

Elin Julia Dufvenius Wollter (* 8. Oktober 1975 in Göteborg, Schweden) ist eine schwedische Schauspielerin.

## Leben
Julia Dufvenius absolvierte von 1996 bis 1999 eine Schauspielausbildung an der Theaterhochschule der Universität Göteborg. Anschließend fand sie Arbeit am Stockholmer Stadttheater und am Königlich Dramatischen Theater. Auf der Leinwand war sie unter anderem in Sarabande und Im Zeichen des Mörders zu sehen.
Dufvenius ist seit 2005 mit dem Schauspieler Christopher Wollter verheiratet.

## Filmografie (Auswahl)
- 2003: Sarabande (Saraband)
- 2005: Im Zeichen des Mörders (Den utvalde)
- 2007: Arn – Der Kreuzritter (Arn – Tempelriddaren)
- 2009: Psalm 21
- 2009: Verdict Revised – Unschuldig verurteilt (Oskyldigt dömd, Fernsehserie, 1 Folge)
- 2010: Kennedys Hirn
- 2012: Familienchaos – All inclusive (Sune i Grekland – All Inclusive)
- 2015: Modus – Der Mörder in uns (Modus, Fernsehserie, 5 Folgen)
- 2019: Blinded (Fartblinda, Fernsehserie, 8 Folgen)